# Hubert Habermann
Hubert Viktor Habermann (16. března 1901, Bludov – 7. května 1945[zdroj?], Habermannův mlýn) byl moravský mlynář, po otci Sudetoněmec. Po konci druhé světové války během vystěhování sudetských Němců násilně zavražděn.

## Rodina a původ
Narodil se do movité česko-německé rodiny Augustinu Habermannovi a Ludmile roz. Indrové. Rodinná hrobka jeho rodu se dodnes nachází v Chromči.

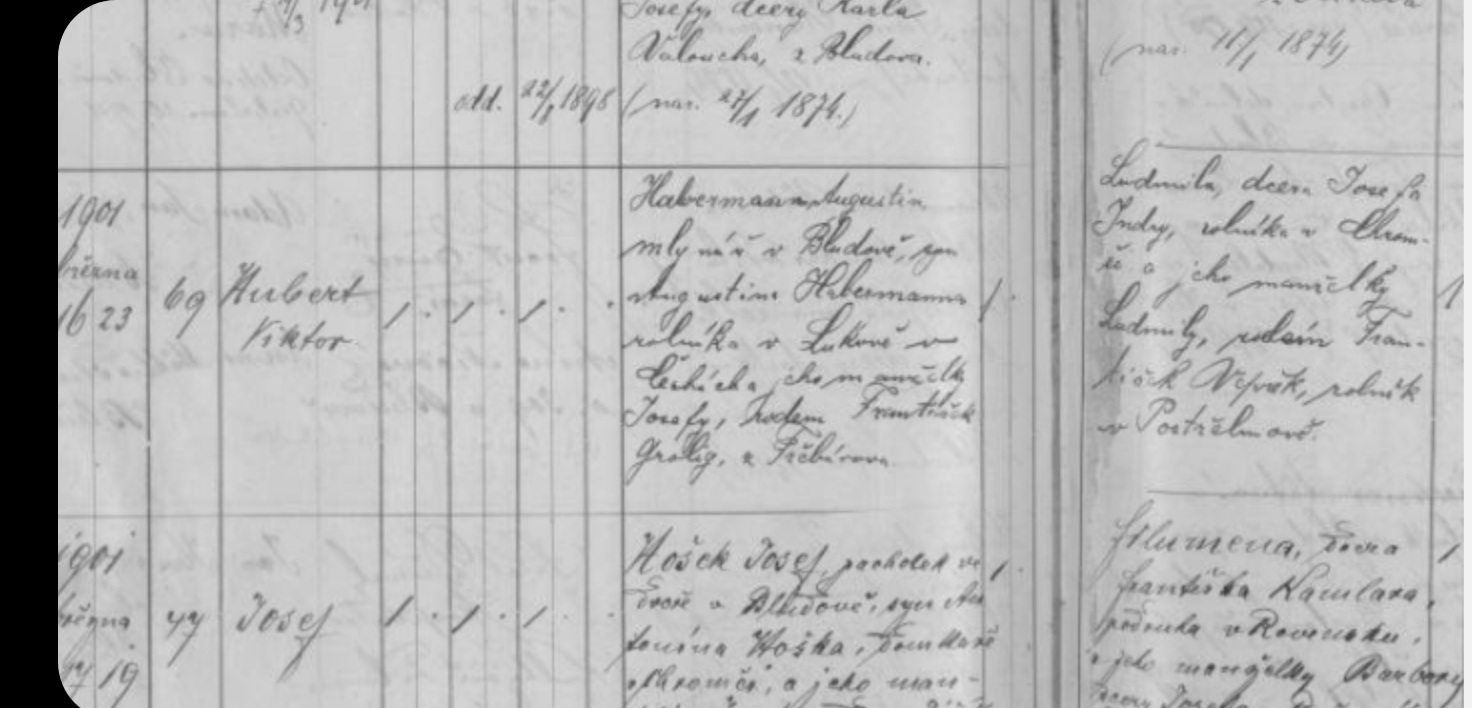
Matriční záznam o narození a křtu v bludovské matrice

Byť byl Hubert napůl Čech, hlásil se k německé národnosti, proti Čechům však nic neměl a dokonce s dětmi mluvil česky. Jeho manželka Aurélie byla též Němka pouze napůl a také měla z poloviny české kořeny.
Roku 1937 po předčasné smrti svých bratrů zdědil rodinný mlýn s parní pilou na řece Moravě u cesty mezi Bludovem a Postřelmovem. Za války byl členem organizace Opferring, pobočky NSDAP, ze které byl, pravděpodobně za nedostatečné projevy němectví, vyloučen. K Čechům se choval velmi slušně a zdvořile a pokud před ním někdo kritizoval německou okupaci, nikdy jej nenahlásil.

## Vražda
O jeho zmizení mluví roku 1945 Obecní kronika obce Bludov: „Majitel mlýna v Bludově, starousedlík Hubert Habermann, jehož matka byla Češka z Chromče rodem, se v převratových dnech v roce 1945 ztratil beze stopy. Udržuje se pověst, že byl neznámým pachatelem pro svoje němectví a snad i pro peníze, které u sebe měl, odpraven. Úřední vyšetřování nevneslo do věci světla. Mrtvola jeho nebyla nikdy nalezena.“
Habermannovi vrazi byli neznámí. Mohlo se státi, že vrazi jeho tělo hodili do Moravy, kde tělo u Leštiny lidé vylovili a převezli do chromečské márnice, kde měla jeho rodina hrobku. Tělo pak někdo ukradl.
Dle jiné verze vrahové tělo vzali a spálili v kotelně bludovských lázní. Tuto verzi však potomci Zdeňka Pospíšila, majitele a zakladatele lázní, posléze i předsedy ilegálního okresního výboru, odmítali. Hypotézu zapřel i bludovský historik Stanislav Balík, jenž se k ní vyjádřil takto:
| „                 | Podle Pospíšilových bylo prý v té době v kotlích před Němci schované ložní prádlo. Kotle i lázně byly mimo provoz. Mně přijde nepravděpodobné, že by tam někdo rozdělával oheň, aby tělo spálil. Navíc, po spálení by pořád zbyly nějaké ostatky. | “ |
| — Stanislav Balík | |   |

### Podezřelí
- Habermanna mohl zabít holičský pomocník Jiří Pazour; důvodem byla jeho nanávist k Habermannovi a Pazourův nesplacený dluh v kartách; ve vyšetřovacím spisu je i jeho doznání; při vyšetřování se přiznal, že Habermanna zastřelil, ale v šatlavě si odseděl pouze dva měsíce[5]
- Neověřená a docela neuspokojivá je hypotéza o majiteli bludovských lázní Zdeňku Pospíšilovi († 1979)[6][pozn. 1][pozn. 2]

## Osud potomstva a manželky
Při vystěhování Němců byla Aurélie Habermannová chycena a odvedena z vily. Posléze byla rodina odsunuta a dům byl místními starousedlíky vyrabován.
Choť hodně trápilo Habermannovo zmizení, a tak požádala na velitelství sovětských vojsk v Šumperku o pátrání po svém muži. Žádný oficiální dokument o Habermannově úmrtí však nebyl úřady vydán.
Habermannovým zmizením se zabývala i historička Michaela Kollerová:
| „                                   | To, že se to začalo někdy kolem roku 1950 vyšetřovat, vycházelo z žádosti, kterou podala sestra Habermannovy manželky Jana. Ta zůstala tady v Československu. | “ |
| — Michela Kollerová, Muzeum Šumperk | |   |

O Habermannovi nakonec vůbec nebyl vydán žádný dokument a Aurelie si bez dokumentů, že její manžel nežije, nemohla žádat o vdovský důchod.

## Zajímavosti
- Osud Huberta Habermanna inspiroval spisovatele Josefa Urbana k napsání románu Habermannův mlýn; později se podílel na filmovém scénáři stejnojmenného filmu
- Roku 2010 natočil český režisér Juraj Herz film Habermannův mlýn; Habermanna si zahrál Mark Waschke[pozn. 3][pozn. 4]